# المباركة (القف)

تعديل مصدري - تعديل

المباركة هي إحدى قرى عزلة القف بمديرية القف التابعة لمحافظة حضرموت، بلغ تعداد سكانها 29 نسمة حسب تعداد اليمن لعام 2004.